# 繁田健一
繁田 健一（しげた けんいち、1981年1月11日 - ）は、地方競馬の浦和競馬場海馬澤司厩舎に所属していた元騎手で現在は調教師。兄弟子に見澤譲治がいる。得意戦法は先行。

## 来歴

### 騎手時代
1998年9月29日付けで地方競馬騎手免許を取得。同年11月2日第8回浦和競馬1日目第2競走C3五組条件戦オールマインで初騎乗（11頭立て4番人気3着）。同年11月5日第8回浦和競馬4日目第4競走4歳七組ア条件戦（92万円以上150万円未満）をブライティアドーツで優勝（12頭立て1番人気）し、初勝利。
2000年9月26日第15回全日本新人王争覇戦出場（12人中9位）。同年12月16日第6回中山競馬5日目第6競走4歳以上500万下でキングブリザードに騎乗（16頭立て15番人気落馬競走中止）し、中央競馬初騎乗。
2001年地方競馬通算100勝達成。
2003年7月26日第2回新潟競馬3日目第9競走マリーゴールド賞を競輪選手の山田裕仁の所有馬であるマリンゴールドで優勝（10頭立て4番人気）し、中央競馬初勝利。
2006年度はJBCのアンダーカードとして施行されたロジータ記念で重賞勝ちを収めるなど67勝をあげ、南関東公営競馬リーディングの13位に入る（浦和競馬所属騎手ではトップ）。なおこのうち所属である浦和競馬での勝利が36勝と半分以上を占め、大井競馬でも20勝を挙げている。
2007年10月18日第7回浦和競馬4日目第6競走C3三組四組条件戦をマグノリアで優勝（10頭立て6番人気）し、4876戦目で地方競馬通算400勝達成。
2008年1月29日佐々木竹見カップ ジョッキーズグランプリ出場（14人中12位）。同年10月30日第12回大井競馬4日目第1競走2歳選抜牝馬条件戦（34万円未満）をリワードマリンで優勝（13頭立て1番人気）し、初の年間100勝を達成した。浦和競馬所属騎手としては年間100勝を挙げるのは1976年の本間光雄騎手以来、じつに32年ぶり。同年地方競馬通算500勝達成。同年浦和競馬騎手リーディング獲得。
2009年1月27日佐々木竹見カップ ジョッキーズグランプリ出場（14人中6位）。同年7月21日第7回大井競馬3日目第5競走C3七組八組条件戦をショウナンマーブルで優勝（13頭立て1番人気）し、7172戦目で地方競馬通算600勝達成。
2010年1月27日佐々木竹見カップ ジョッキーズグランプリ出場（14人中7位）。
2012年と2014年の佐々木竹見カップ ジョッキーズグランプリで優勝。
2014年5月14日大井競馬第9競走をクロスクランチで制し、地方競馬通算1000勝を達成した。
2021年3月19日、令和2年度第4回調教師免許試験に合格したため、同年3月31日をもって騎手を引退。
地方通算成績は17239戦1498勝・2着1463回・3着1385回・勝率8.7%・連対率17.2%（引退時点）
中央競馬は38戦2勝・2着1回・3着3回

### 調教師時代
2021年4月1日付で調教師となる。同年8月18日付けで厩舎を開業。
2021年9月21日浦和2Rにデルタラヴバレットが出走して初出走・初勝利を挙げた。
2022年7月24日盛岡・ハヤテスプリントをスターオブケリーで勝利して重賞初勝利を達成した。

## 主な騎乗馬
南関東競馬
- 埼玉新聞杯：ロイヤルエンデバー（2001年）
- テレビ埼玉杯：ロイヤルエンデバー（2002年）
- ロジータ記念：マキノチーフ（2006年）
- クラウンカップ：キタサンツバサ（2012年）
- 鎌倉記念：オウマタイム（2014年）
- アフター5スター賞：キタサンミカヅキ（2017年）
- 東京盃：キタサンミカヅキ（2017年）
- 勝島王冠：モジアナフレイバー（2018年、2019年）
- 大井記念：モジアナフレイバー（2019年）
- 優駿スプリント：カプリフレイバー（2020年）
- 北國王冠：スギノグローアップ（2020年）

中央競馬
- マリーゴールド賞：マリンゴールド（2003年）

## 主な管理馬
- スターオブケリー（2022年ハヤテスプリント）